# Tutima

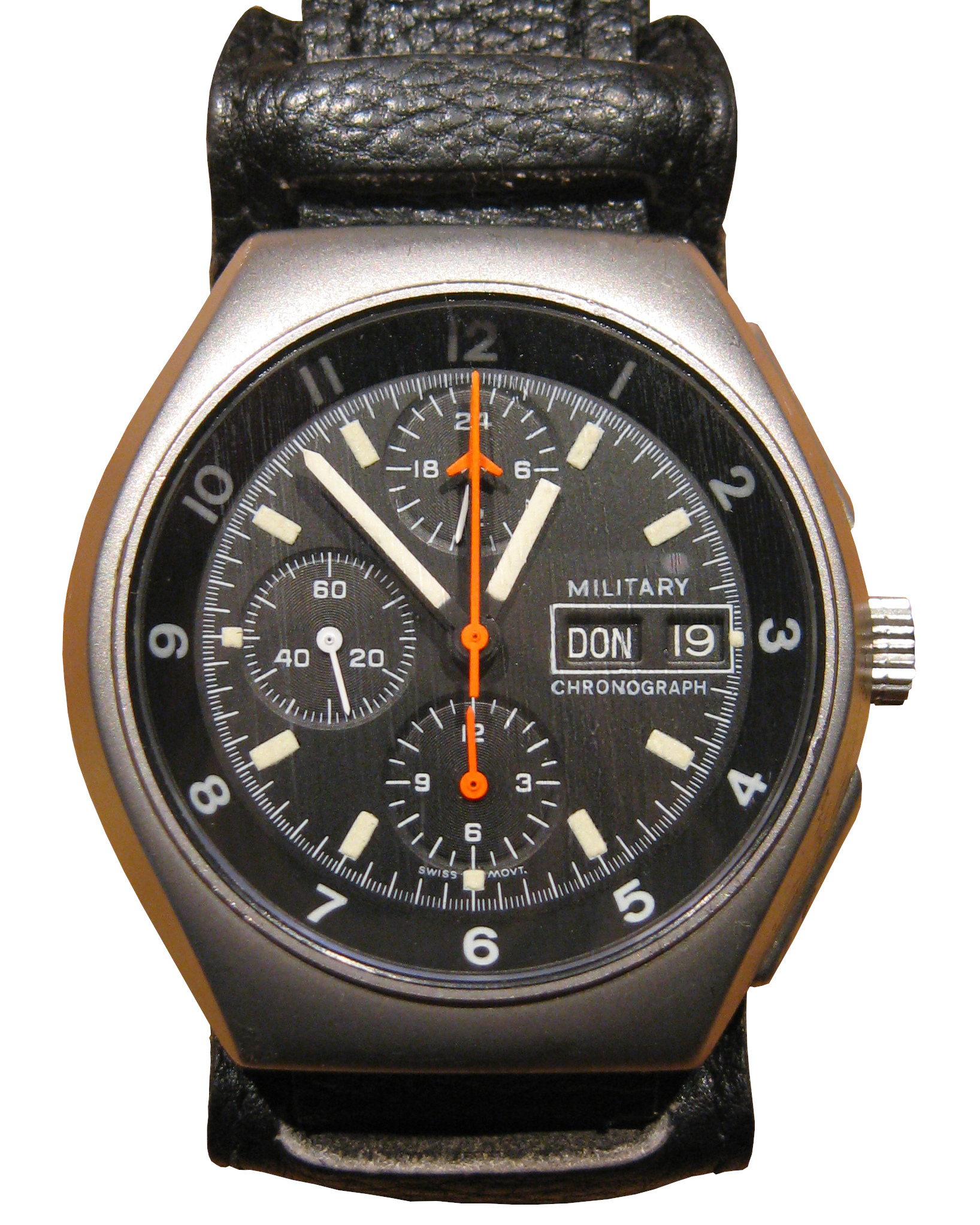
Tutima Military Fliegerchronograph

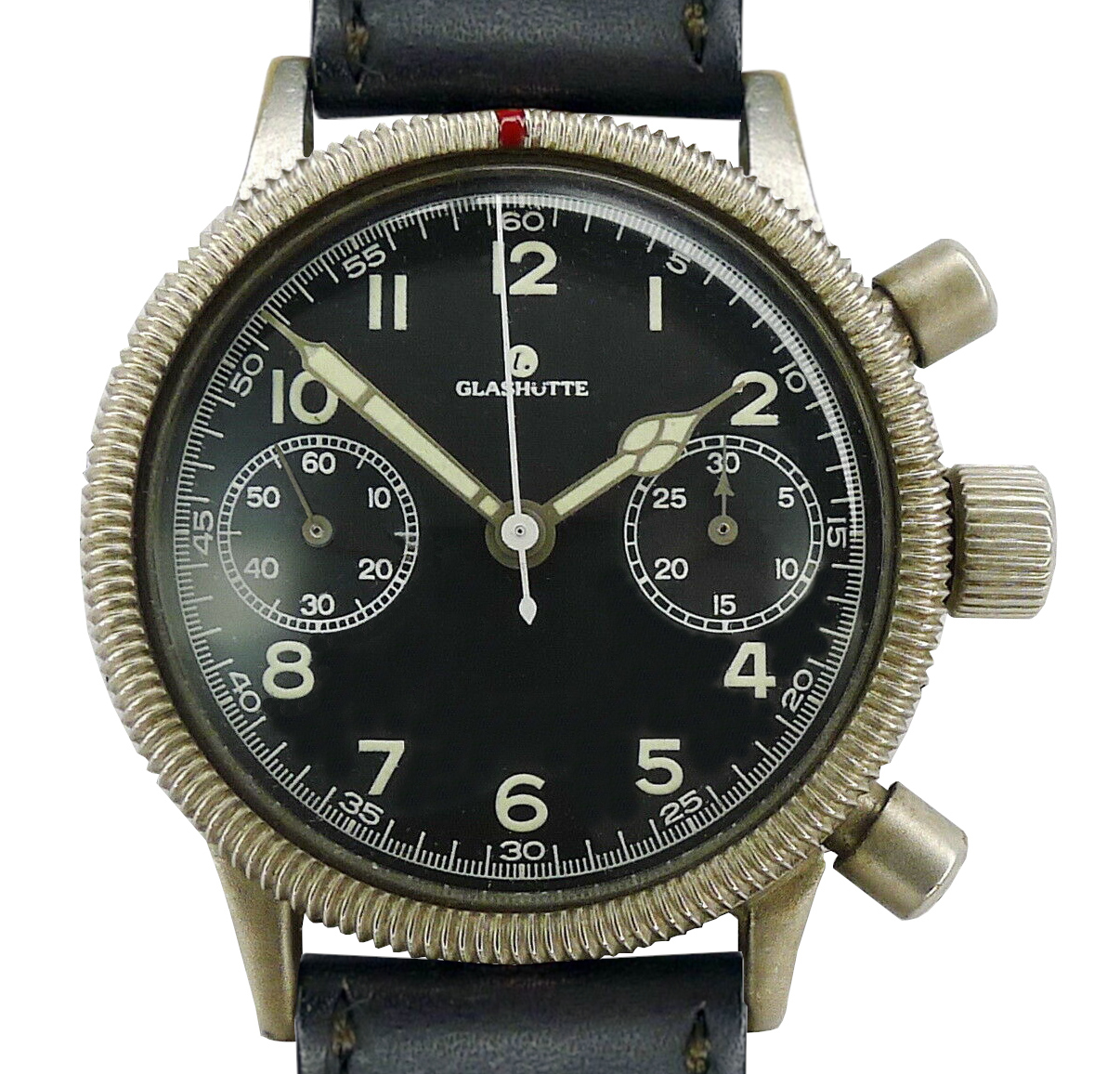
Tutima Glashütte Fliegerchronograph, der während des Zweiten Weltkriegs für das deutsche Militär produziert wurde

Tutima ist heute eine deutsche Uhrenmanufaktur. Sie führt ihre Tradition auf die Qualitätsmarke Tutima der 1926 in Glashütte unter der Leitung des Juristen Ernst Kurtz entstandenen Firmen UROFA (Uhren-Rohwerke-Fabrik AG) und UFAG (Uhrenfabrik AG) zurück. Der Name Tutima ist vom lateinischen Adjektiv “tutus” („sicher, geschützt“) abgeleitet.

## Geschichte
In den 1930er Jahren waren insgesamt 1000 Mitarbeiter in den beiden rechtlich selbständigen Aktiengesellschaften UROFA und UFAG beschäftigt. Einen Tag vor der Zerstörung des Werkes durch sowjetische Bomber am 7. Mai 1945 flüchtete Kurtz, der Geschäftsführer der UROFA und UFAG, mit einigen Mitarbeitern in den Westen. Er begann zunächst in Memmelsdorf, Oberfranken, mit einer Uhrenfertigung unter seinem Namen mit aus Glashütte stammenden Teilen. Später kamen selbst entwickelte hochwertige Armbanduhrkaliber hinzu, die unter der Marke Glashütter Tradition verkauft wurden. 1951 verlagerte er die Produktion in das niedersächsische Ganderkesee.
1956 wurde die Firma Kurtz zahlungsunfähig und ging an andere Besitzer über. Nachdem diese die Uhrenrohwerkeproduktion aufgaben, setzte Dieter Delecate, ein früherer Mitarbeiter von Kurtz und seinem Nachfolger, Anfang 1960 die Uhrenfabrikation fort unter Zukauf fremder Rohwerke.  Kurz darauf setzte Delecate als erster in Westdeutschland wieder den Namen Tutima auf Uhren. Dieser war unter Ernst Kurtz während einer kurzen Partnerschaft mit dem bis 1945 bei der UFAG A.G. Glashütte tätigen Werner Pohlan bereits in der Vertriebsfirma Tutima Uhren – Glashütter Tradition aufgelebt. 1970 wurde der Name Tutima beim Deutschen Patentamt zum Schutz angemeldet.
2008 wurde begonnen, die Produktion nach Glashütte zu verlagern. Seit Mai 2011 werden in dieser neuen Manufaktur Uhren mit selbst entwickelten und selbst hergestellten und mit modifizierten zugekauften mechanischen Werken produziert. In Erinnerung an den Vater der Marke Tutima, Ernst Kurtz, wurde die Hommage Minute Repeater präsentiert. Seit April 2013 produziert Tutima Glashütte vier neue Modellfamilien, und zwar Saxon One, Grand Flieger, M2 und Patria sowie das Einzelmodell Hommage. Chefkonstrukteur bei Tutima Glashütte war bis 2012 der Dresdener Uhrmachermeister Rolf Lang, während die Gestaltung der aktuellen Uhren auf vorherigen Uhrenfamilien aufbaut.
Ein bekanntes Produkt von Tutima ist die Military-Familie aus den Referenzen 798- (Stahlgehäuse), 760- (Titangehäuse) und 750- (Titangehäuse mit beidseitig drehbarer Lünette), die als NATO-Chronographen durch ihre markante Gehäuseform und die mit Handschuhen bedienbaren Chronographen-Taster bekannt sind.

## Herkunftsbezeichnung „Glashütte“ für Uhren
Am 22. Februar 2022 trat die Verordnung zum Schutz der geographischen Herkunftsangabe Glashütte in Kraft. Damit gilt: Die Herkunftsangabe „Glashütte“ darf im geschäftlichen Verkehr nur für solche Uhren verwendet werden, die im Herkunftsgebiet hergestellt worden sind. Das Herkunftsgebiet umfasst folgende Gebiete im Freistaat Sachsen: die Stadt Glashütte, die Ortsteile Bärenstein und Lauenstein der Stadt Altenberg für die Zulieferung und Veredlung sowie Dresden für bestimmte Veredlungsschritte.

## Sportsponsoring
Seit 2009 wird eine 14 Meter lange Rennyacht gesponsert.